# Baliochila freya
Baliochila freya är en fjärilsart som beskrevs av Smith och Kirby 1894. Baliochila freya ingår i släktet Baliochila och familjen juvelvingar. Inga underarter finns listade i Catalogue of Life.